# Tălmaciu
Tălmaciu (węg. Nagytalmács) – miasto w środkowej Rumunii, w okręgu Sybin, 20 kilometrów na południe od stolicy okręgu Sybina. Merem miasta jest Barbu Constantin.
Miasto liczy 8828 mieszkańców (dane na rok 2002). Przechodzi przez nie droga europejska E81. W mieście rozwinięty jest przemysł włókienniczy.